# Залишаюся з вами
«Залишаюся з вами» (рос. «Остаюсь с вами») — радянський художній фільм 1981 року режисера Ігоря Вознесенського.

## Сюжет
Фільм розповідає про останні роки життя письменника Аркадія Гайдара. Письменник працює над новими книгами, в спогадах повертаючись до кінця Громадянської війни, коли його комісували з армії. Завершується фільм загибеллю Гайдара під час Німецько-радянської війни.

## У ролях
- Анатолій Грачов —  Аркадій Гайдар
- Андрій Ростоцький —  Аркадій Гайдар в молодості
- Дмитро Гайдар —  Тимур Гайдар
- Леонід Марков —  полковник, Орлов
- Микола Сморчков —  солдат
- Микола Гринько —  секретар підпільного райкому, Горєлов
- Арніс Ліцитіс —  німецький солдат
- Олена Валаєва — лікар
- Єлизавета Сергєєва — секретар Фадєєва (немає в титрах)

## Знімальна група
- Режисер — Ігор Вознесенський
- Сценарист — Євген Мітько
- Оператор — Олександр Філатов
- Композитор — Євген Крилатов
- Художник — Анатолій Анфілов